# .hr

.hr는 크로아티아의 인터넷 국가 코드 최상위 도메인이다. CARNet에서 관리한다. 크로아티아인만 쓸 수 있다.
".hr"이라는 이름은 크로아티아어 국명인 흐르바츠카(Hrvatska)에서 온 것이다.

## 세부 내용
.hr 도메인은 정책을 결정하는 CARNET DNS 위원회와 일상적인 문제를 처리하는 CARNET DNS 서비스를 통해 CARNET(크로아티아 학술 및 연구 네트워크)에서 관리한다. 위원회는 일반적으로 학계와 관련된 회원들로 구성된다. 2010년까지는 SRCE가 서비스를 운영했다. 2010년 7월 1일부터 서비스 운영은 CARNET 자체, SRCE 및 다양한 등록 기관으로 나누어진다.
등록자는 도메인 등록에 관한 다양한 규칙에 따라 여러 그룹으로 분류된다. VIES 시스템에 VAT ID가 입증된 시민, 영주권자, 등록 회사 또는 EU 회사와 같은 크로아티아 연결 요구 사항은 .com.hr을 제외한 모든 범주에 공통적으로 적용된다. 3차 도메인(example.com.hr)은 로컬 연락처를 제공하는 한 전 세계 누구나 등록할 수 있다.
.iz.hr(.from.hr)과 같은 몇 가지 특수 도메인의 개인을 포함하는 3차 도메인 등록과 .com.hr에 무제한 등록이 있지만 2차 도메인에 비해 인기가 없다. .hr 아래에 직접 등록된 이름이다.